# かすかに、君だった。
「かすかに、君だった。」（かすかに、きみだった。）は、日本のボーカルダンスユニット・M!LKの通算9枚目となるシングル。
2019年7月17日にSDRから発売された。

## 収録曲
1. かすかに、君だった。 [3:34]
作詞・作曲・編曲：園田健太郎
2. TOUCH THE SUN [3:55]
作詞：喜介、作曲・編曲：渡辺拓也
  - TYPE-Aのみ
3. Gotta Get Up [3:27]
作詞・作曲・編曲：ジンツチハシ
  - TYPE-Bのみ
4. MAGIC CARPET [3:22]
作詞・作曲・編曲：ムラマサヒロキ
  - TYPE-Cのみ

## 収録アルバム
- Juvenilizm-青春主義-
- Jewel（初回限定盤Bのみ）